# Викиншка сахрана
Нордијске сахране, или обичаји сахране северногерманских нордијеваца из доба Викинга (раносредњовековних Скандинаваца), познати су и из археологије и из историјских извештаја као што су исландске саге и староскандинавска поезија.
Широм Скандинавије постоји много преосталих тумула у част викиншких краљева и поглавица, поред руна и других споменика. Неки од најзначајнијих су на гробљу Боре хумка у Норвешкој, у Бирки у Шведској и Линдхолм Хøје и Јелинга у Данској.
Истакнута традиција је сахрана на броду, где је покојник полаган у чамац или камени брод и приношен у гроб у складу са његовим земаљским статусом и професијом, понекад укључујући и жртвоване робове. Након тога, гомиле камена и земље обично су се полагале на остатке како би се створио тумул. Додатне праксе укључивале су жртвовање или кремацију, али најчешћа је била сахрањивање покојника са предметима која је означавала њихов друштвени статус.

## Гробни прилози
Било је уобичајено остављати поклоне покојнику. И мушкарци и жене добијали су гробне ствари, чак и ако је леш био спаљен на ломачи. Покојник је такође могао бити сахрањен са вољеном особом или кућним робљем, или заједно кремиран на погребној ломачи. Количина и вредност робе зависила је од тога из које друштвене групе долази умрло лице. Било је важно сахранити мртве на прави начин како би се могао придружити загробном животу са истим друштвеним положајем који је имао у животу, и да избегне да постане душа бескућника која вечно лута. Гробни прилози су морали бити подвргнути истом третману као и тело, ако су умрлог пратили у загробни живот. Ако је неко спаљен, онда је морао да се спали и гробни прилози, а ако је покојник био сахрањен, предмети су сахрањени заједно са њим.
Уобичајени гроб за робље вероватно није био много више од рупе у земљи. Вероватно је био сахрањен на такав начин да се осигура да се не врати да прогања своје господаре и да може бити од користи својим господарима након што они умру. Робови су понекад жртвовани да би били корисни у следећем животу. Слободном човеку је обично давано оружје и опрема за јахање. Занатлија, као што је ковач, могао је да добије цео свој сет алата. Жене су добијале свој накит, а често и прибор за женске и кућне послове. Најраскошнија викиншка сахрана до сада откривена је сахрана на броду Осеберг, која је била за жену (вероватно краљицу или свештеницу) која је живела у 9. веку. Ова гробна добра нису само симболизовала статус, већ су представљала и кључне тренутке или успехе у животу појединца. Одређене количине оружја попут стрела могле би да означавају степен нечије војне способности.
Неки истраживачи су такође предложили да су гробови служили практичну друштвену функцију у викиншком друштву. У одсуству ригидних обичаја наслеђивања или развијених финансијских тржишта, сахрањивање гробних добара је можда послужило за ублажавање потенцијалних сукоба у наслеђивању унутар породице. Ово је понуђено да би се објаснила доминација неликвидне имовине у сахранама викинга, као и регионалне варијације у садржају гробова.
Обим гробних предмета варирао је широм викиншке дијаспоре, што је значило прилагодљивост викиншких погребних пракси будући да су биле под утицајем ових нових култура. Док су неки фактори, попут украса на тему животиња међу накитом и реликвијама, остали универзални у целој дијаспори викинга, неки предмети су варирали због различитих културних утицаја, а уобичајен пример је интеграција хришћанске иконографије као што су крстови у накиту.

## Погребни споменици
Викиншка сахрана могла би бити знатан трошак, али се није сматрало да су колиба и гробни предмети потрошени. Осим што је омаж покојницима, барјак је остао као споменик друштвеном положају потомака. Посебно моћни нордијски кланови су могли да покажу своју позицију кроз монументална гробна поља. Гробље хумка Борре у Вестфолду је на пример повезано са династијом Инглинг и имало је велике тумуле у којима су се налазили камени бродови.
Јеллинг, у Данској, је највећи краљевски споменик из доба Викинга, а направио га је Харалд Блуетоотх у знак сећања на своје родитеље Горма и Тајра, и у част себе. Био је то само један од два велика тумула у којима се налазила коморна гробница, али оба бара, црква и два камена Јелинга сведоче о томе колико је било важно ритуално обележавати смрт током паганске ере и најранијих хришћанских времена.
На три локације у Скандинавији постоје велика гробна поља која је користила читава заједница: Бирка у Меларену, Хедеби у Шлезвигу и Линдхолм Хоје у Олборгу .  Гробови у Линдхолм Хојеу показују велике варијације у облику и величини. Постоје камени бродови и мешавина гробова који су троугласти, четвороугаони и кружни. Оваква гробна поља су коришћена током многих генерација и припадају сеоским насељима.

## Ритуали
Ритуалне праксе викиншке дијаспоре биле су невероватно варијабилне јер су се прилагођавале као одговор на временске, културне и верске утицаје. Док су трагови паганских погребних пракси остали уобичајена нит, многи од ових обичаја су се временом померали у овим различитим регионима, посебно када је хришћанство почело да брзо утиче на популацију викинга. Недавна открића на месту сахрањивања у Карлајлу у Уједињеном Краљевству показују хибридно сахрањивање између паганских и хришћанских традиција, показујући промену у ритуалној пракси како су викинзи почели да се полако асимилирају у ове нове регионе.
Смрт је одувек била критичан тренутак за оне који су ожалошћени, и стога је смрт окружена правилима налик табуима. Породични живот мора да се реорганизује и да би савладали такве прелазе људи користе обреде. Церемоније су прелазни обреди који имају за циљ да покојнику дају мир у његовој или њеној новој ситуацији у исто време док ожалошћенима дају снагу да наставе са својим животом.
Упркос ратничким обичајима Викинга, постојао је елемент страха око смрти и онога што јој је припадало. Нордијски фолклор укључује духове мртвих и немртвих створења као што су ревенанти и драугр. Наводно виђење покојника као једног од ових створења било је застрашујуће и злослутно, обично се тумачило као знак да ће додатни чланови породице умрети. Саге говоре о драстичним мерама предострожности које су предузете након што се појавио повратник. Мртва особа је морала поново да умре; кроз леш се може пробити колац или му се може одсећи глава како би се покојнику спречило да се врати живима.
Неки ритуали су демонстрирали тешку театралност, величајући жртве као актере већег наратива сахране. Погребни ритуал се могао одужити данима, како би се задовољило време потребно за завршетак гроба. Ове праксе могу укључивати продужене епизоде гозбе и пића, музику, песме и напеве, визионарска искуства, жртвовање људи и животиња. Изјаве очевидаца чак признају да жене имају кључну улогу у овим ритуалним праксама, служећи као скоро директор сахране. Ови погребни ритуали у стилу перформанса обично су се дешавали на сличним местима како би се створила просторна повезаност ритуалне праксе са земљом за заједницу. Места као што су језера, чистине или чак око великог дрвећа могу послужити као централна локација ових ритуала. На крају крајева, погребне праксе нису биле само јединствени чин сахране једне особе. Обим ових пракси тежио је да превазилази сахрањивање само једне особе.

### Сахрањивање на броду
Сахрана на броду је била погребна пракса традиционално резервисана за особе високе части. Пракса укључује сахрањивање појединца унутар брода, коришћењем брода за смештај преминулих и њихових гробних добара. Ови надгробни предмети су имали декоративни украс који је далеко превазишао екстраваганцију традиционалних сахрањивања. Поред тога, животињски остаци као што су волови или коњи обично су били закопани у броду. Сахрањивање на броду такође може укључивати мртве који се сахрањују у земљу, а затим се на врх гроба ставља камење у облику брода или рунски камен постављен на гроб са бродом или сцена са бродом уклесаним у камен.
Бродови су обично били бродови задовољства, а не бродови који се користе за путовања или нападе. Неки бродови су потенцијално изнајмљени ради сахране брода, посебно ако се узме у обзир да су дизајнирани без неких неопходних карактеристика као што су седишта.

### Ибн Фадланов извештај
Арапски муслимански писац из десетог века Ахмад ибн Фадлан дао је опис сахране у близини реке Волге поглавице кога је идентификовао као припадника народа које је назвао Русија. Научници генерално тумаче ове људе као Скандинавску Русију на Волшком трговачком путу од Балтичког до Црног мора, иако су предложене и друге теорије. Можда су такође апсорбовали утицаје других култура, посебно ако су били насељени неколико генерација.
Научници се слажу да неки елементи сахране одговарају карактеристикама сахрана које су карактеристичне за нордијску дијаспору, посебно да је реч о сахрани на броду. Међутим, неке карактеристике уопште нису упоредне у Скандинавији, као што је употреба босиљка, за који је мало вероватно да је био доступан у Скандинавији.

#### Резиме
Ибн Фадлан такође извештава шта је приметио за сахране за оне који нису високог статуса или богатства. Каже да када сиромах умре, он бива кремиран у малом чамцу који су изградили његови другови. Када роб умре, пси и стрвинари прождиру тело. Када разбојник или лопов умре, његово тело се окачи на дрво и остави тамо док га ветар и киша не раскомадају.
Затим даје детаљан извештај о сахрани великог човека којој је био сведок. У таквом случају, Ибн Фадлан каже да трећину његовог богатства насљеђује његова породица, трећина плаћа погребну одјећу, а трећина плаћа набидх (алкохолно пиће) које се пије на кремацији.
Мртви поглавар стављен је у привремени гроб са набидхом, воћем и бубњем, који је био покривен десет дана док му нису сашили нову одећу. Ибн Фадлан каже да породица мртвог човека тражи од његових робиња и младих дечака робова да добровољац умре са њим; „обично су робиње те које нуде да умру". Жена се пријавила добровољно и стално су је пратиле две робиње, ћерке анђела смрти, које су добијале велику количину опојног пића док је она весело певала. Када је дошло време за кремацију, извукли су његов чамац на обалу из реке и ставили га на платформу од дрвета.
Направили су богато опремљен кревет за мртвог поглавицу на броду. Након тога, старица звана "Анђео смрти" ставила је јастуке на кревет. Потом су откопали поглавицу и обукли га у нову одећу. Поглавар је седео на свом кревету са набидом, воћем, босиљком, хлебом, месом и луком око њега.

Затим су пса пресекли на два дела и бацили половине у чамац, а човеково оружје ставили поред њега. Имали су два коња да се презнојавају, исеку их на комаде и бацише месо у брод. Коначно су убили две краве, кокош и петла, и исто урадили са њима.
У међувремену, робиња је ишла од једног до другог шатора и имала полни однос са господаром сваког. Сваки мушкарац јој је говорио: „Реци свом господару да сам то учинио чисто из љубави према теби. Поподне су преместили робињу на нешто што је личило на оквир врата, где је три пута подигнута на дланове мушкараца. Сваки пут им је девојка причала шта је видела. Први пут је видела оца и мајку, други пут видела је сву своју покојну родбину, а трећи пут је видела свог господара у Рају. Тамо је било зелено и лепо и заједно са њим је видела мушкарце и младе људе. Видела је да ју је господар позвао. Тада јој је донето пиле које је одрубила главу, а које је потом бачено на чамац.
Након тога, робиња је одведена на брод. Скинула је своје наруквице и дала их старици. Након тога је скинула своје глежњаче и дала их двема старичиним ћеркама. Затим су је укрцали на брод, али јој нису дозволили да уђе у шатор где је лежао мртви поглавица. Девојчица је добила неколико судова опојног пића и запевала, пре него што ју је старица позвала да уђе у шатор. „Видео сам да девојка не зна шта ради“, примећује Ибн Фадлан.
Тада је девојку старица увукла у шатор, а мушкарци су почели да ударају моткама по штитовима тако да се њени врискови нису чули. Шест мушкараца је ушло у шатор да би имали однос са девојком, након чега су је положили на кревет њеног господара поред њега. Два мушкарца су је ухватила за руке, а два мушкарца за зглобове. Анђео смрти јој је замотао конопац око врата и док су двојица мушкараца вукла конопац, старица је девојку ножем убола између ребара.
Потом је најближи мушки рођак мртвог поглавице ходао уназад, гол, покривајући једном руком анус, а другом комад запаљеног дрвета, и запалио брод, након чега су други додали дрва у ватру. Доушник је објаснио Ибн Фадлану да ватра убрзава долазак мртваца у рај, за разлику од исламске праксе инхумације.
Потом је над пепелом подигнута округла колиба, а у средишту хумке подигли су стуб од брезовог дрвета, где су уклесали имена погинулог поглавара и његовог краља. Онда су отишли.

### Људска жртва
Тралови су могли бити жртвовани током сахране како би могли да служе свом господару на следећем свету. Повремено у доба Викинга, удовица је жртвована на сахрани њеног мужа.

### Кремација
Било је уобичајено да се леш и гробне жртве спаљују на ломачи. Остали би само неки спаљени комади метала и животињских и људских костију. Ломача је конструисана да би стуб дима био што масивнији, како би се покојник уздигао у загробни живот.

### Погребно пиво и прелазак наследства
Седмог дана након што је особа умрла, људи су славили сјаунд (реч и за погребно пиво и гозбу, јер је подразумевало ритуално пиће ). Погребно пиво је било начин друштвеног разграничења случаја смрти. Тек након што су попили погребно пиво, наследници су могли с правом тражити своје наследство. Ако је покојник био удовац или господар имања, законити наследник је могао да преузме високо место и тиме означи промену власти.
Неколико великих рунских камења у Скандинавији обавештавају о наслеђу, као што је камен Хилерсјо, који објашњава како је једна дама дошла да наследи имовину не само своје деце већ и унучади и Рунски камен Хогби, који говори да је девојка била једини наследник после смрти свих стрица. Они су важни власнички документи из времена када правне одлуке још нису стављене на папир. Једно тумачење Рунског камена Туне из Остфолда сугерише да се дугачак рунски натпис бави погребним пивом у част господара домаћинства и да три ћерке проглашава за законите наследнице. Датован је у 5. веку и стога је најстарији правни документ из Скандинавије који се бави правом жене на наследство.